# Nomenj
Nomenj – wieś w Słowenii, w gminie Bohinj. W 2018 roku liczyła 162 mieszkańców.